# 黎夏
黎夏，华东师范大学地理科学学院教授，英国社会科学院院士，主要从事主要从事元胞自动机与多智能体、地理模拟系统等方面等研究。入选中华人民共和国教育部第七批"长江学者"特聘教授。